# Серушка
Се́рушка (лат. Lactárius flexuósus) — гриб рода Млечник (Lactarius) семейства Сыроежковые (Russulaceae). Условно-съедобен.

## Описание
- Шляпка ∅ 5—10 см, сначала выпуклая, затем воронковидная с бугорком посередине, с неровными волнистыми загнутыми краями, розовато-серая, фиолетово-серая, коричневато-свинцовая, со слабозаметными концентрическими зонами или без них.
- Пластинки приросшие, редкие, часто извилистые, желтоватого цвета.
- Споровый порошок желтоватый. Споры 7—8 × 6—7 мкм, почти шаровидные, орнаментированные.
- Ножка ∅ 1,5—2,5 см, 5—9 см в высоту, плотная, затем полая, одного цвета со шляпкой или светлее, цилиндрическая, с продольными бороздками на поверхности.
- Мякоть белая, плотная, с фруктовым запахом.
- Млечный сок обильный, белый, едкий, не изменяет окраски на воздухе.

## Экологияи распространение
В берёзовых, осиновых и смешанных лесах — на полянах, опушках, вдоль лесных дорог. Одиночно и группами. Достаточно часто.
Сезон: июль-сентябрь.

## Сходные виды
От прочих млечников отличается редкими желтоватыми пластинками и не изменяющим окраски на воздухе млечным соком.

## Синонимы

### Латинские синонимы
- Agaricus lactifluus flexuosus Pers., 1801 basionym
- Lactifluus flexuosus (Pers.) Kuntze, 1891

### Русские синонимы
- Дуплянка серая
- Груздь серо-лиловатый
- Млечник серый
- Серянка
- Подорешница
- Подорожница
- Серуха
- Путник

## Пищевые качества
Условно съедобный гриб, используется солёным после предварительного вымачивания.